# 劲乐团
《劲乐团》是韩国游戏公司O2Media开发的一款大型多人在线音乐游戏，也是世界上第一款以MP3音乐为游戏平台的休闲类音乐网游。

## 游戏方法
PC版劲乐团共分为8个“星球”，分别为“初级星球”（01 02 03）、“中级星球”（01 02）和“高级星球”（01 02 03）。玩家在“初级星球”中只能选玩初级歌曲，在“中级星球”可以选玩中级或初级歌曲，在“高级星球”则可以选玩所有级别的歌曲。选择星球与频道后进入游戏大厅，方可进行歌曲、以及人物、道具的选择。
O2Jam Analog采取买断制，需购买歌曲后方可演奏。Analog加入了类似DJMax系列的Jam爆气系统，Jam槽会随演奏而增加，由1倍开始增至4倍停止，在不同的倍数状态下激活可以获得不同档次的演奏分数加成，激活方式分点击屏幕左上区域和重力感应两种。
O2Jam U不包括频道系统与人物系统，帐号共用同一服务器（大陆代理版除外），分为2K/4K/5K三种按键模式，延续了Analog的X2—X4Jam爆气系统，并且拥有一个简易的全球排行榜。1.5版中加入了翻牌任务系统，可翻出四种任务道具及其他奖励，而凑齐道具完成任务亦能获得奖励。游戏内同样使用两种货币p与gem，由于买断系统已关闭，目前p点的作用为演奏歌曲与增加翻牌次数，而gem的作用仅剩装备道具所需的开销。

## 历史
- 2011年7月，Nowcom发布Android游戏O2Jam Analog，并委托Hangame公司运营。
- 2012年5月，Nowcom关闭O2Jam韩国服务器，PC版至此全线停运。同时Brandy与Pory等作曲人组建MOMO公司，发布O2Jam U，同年6月发布O2Jam S。
- 2013年1月，Nowcom放弃O2Jam Analog，开发权与运营权交还MOMO公司，由MOMO继续运营。

## 全球服务器
| 地區            | 官方译名                       | 运营商                                                    | 注                                                           |
| --------------- | ------------------------------ | --------------------------------------------------------- | ------------------------------------------------------------ |
| 南韓            | 오투잼                         | O2Media2003年6月29日-2008年 NOWCOM2008年2月-2012年5月30日 | 注册需提供韩国身份证；需要朝鲜语状态下才能运行游戏*。        |
| 新加坡 馬來西亞 | O2Jam NX                       | E-Games                                                   | 根据存档估计在2008年中旬停运                                 |
| 台灣            | O2勁樂團                       | 游戏橘子                                                  | 该版本采用游戏收费方式运行 2007年9月20日停运                 |
| 日本            | O2Jam                          | 游戏橘子                                                  | 2007年5月31日停运                                            |
| 泰國            | O2Jam NX                       | E-Games                                                   | 根据存档推测2008年12月停运                                   |
| 中國大陸        | 劲乐团 O2Jam 荣誉空间 百事乐团 | 久游网 17MG.CN allcombo.com                               | 由久游网运营的劲乐团于2008年5月停运 私服百事乐团也已停止运营 |
| 菲律賓          | O2Jam NX                       | E-Games                                                   | 大约在2009年4月停运                                          |
| 印度尼西亞      | O2Jam NX                       | E-Games                                                   |                                                              |

- *Nowcom接手后不再使用原游戏的“Patcher.exe”而是使用“NowSmartLauncher”，但是“NowSmartLauncher”只能在朝鲜语环境下运行。

## 关于久游
在中国大陆，由于久游公司未经授权盗用其他音乐游戏Djmax的原创音乐并在O2中上架，导致O2Media面临诉讼，因而剥夺久游的谱面制作权，歌曲目录自从2005年12月的最后一次升级至今都无任何重大改变。

## 关于私人服务器
由于O2Jam在中國大陸停运，一些获得其服务器架设技术的玩家建立了各类私服，如荣誉空间与百事乐团等。然而其上架的歌曲主要是由玩家自制谱面，且这些歌曲的使用多数未经原作者授权，可能构成侵权。另外部分私服存在宣传方面的误导性，令部分玩家误认为私服是正规的官方运营商，对此官方并未表态。
截至2021年1月26日，荣誉空间与百事乐团均已停止运营。仍然在运营的只有木星劲乐团。